# Allantinae
Allantinae – podrodzina błonkówek z podrzędu rośliniarek i rodziny pilarzowatych.
Pilarzowate te mają tułów pozbawiony epicnemium. Żyłka medialna w przednich skrzydłach jest u nich równoległa lub prawie względem żyłki Im-cu oraz styka się z żyłką Sc+R mniej więcej w tym samym miejscu co Rs+M. Żyłka analna 2A+3A w tej parze skrzydeł oddzielona jest od żyłki 1A żyłką poprzeczną, przechodzącą przez komórkę analną. Przednie skrzydła wyposażone są również w żyłkę 2r-m.
Gąsienicowate larwy tych owadów są fitofagami, żerującymi od zewnątrz na liściach różnych roślin, np. brzóz, dereni, dębów, fiołków, guzikowców, jeżyn, kasztanów olch, orzechów, poziomek, róż, rdestów, szczawi, śliw, świdośliw, tojeści i wierzb. Niektóre gatunki celem przepoczwarczenia drążą komory w owocach lub częściach zdrewniałych roślin, powodując dodatkowo inne niż defoliacja uszkodzenia.
Zalicza się tu około 110 rodzajów, w tym:
- Acidophora Konow[2]
- Adamas Malaise, 1945
- Allantus Panzer, 1801
- Ametastegia A. Costa, 1882
- Antholeus Konow[2]
- Apethymus Benson, 1939
- Aphilodyctium Ashmead[2]
- Athalia Leach, 1817
- Dimorphopteryx Ashmead[2]
- Empria Lepeletier & Serville, 1828
- Eopsis Benson, 1959
- Eriocampa Hartig, 1837
- Harpiphorus Hartig, 1837
- Haymatus Smith, 1979[2]
- Hennedyia Cameron, 1891
- Macremphytus MacGillivray[2]
- Manis Saini et Deep, 1991[5]
- Monostegia A. Costa, 1859
- Monostegidia Rohwer[6]
- Monsoma MacGillivray, 1908
- Phrontosoma MacGillivray[2]
- Probleta Konow[2]
- Protoprobleta Malaise[2]
- Pseudosiobla Ashmead[2]
- Somanica Smith, 1979[2]
- Taxonus Hartig, 1837
- Triallan Smith, 2014[7]
- Ungulia Malaise, 1961[8]